# Trije tički
Trije tički je komedija Jake Štoka iz leta 1905. Drama je podnaslovljena kot burka v dveh dejanjih.

## Osebe
- Jarm,gostilničar
- Špela, njegova žena
- Iglač Nace, krojač
- Jožko Šrmencelj, piskrovez
- Zajec, urar
- sodnik
- Peter, sodni sluga
- straža

## Vsebina

### 1. dejanje
V krčmo pridejo drug za drugim trije potujoči rokodelci. Lačni so, žejni in utrujeni, pa se najedo in napijejo, čeprav nimajo v žepu prebite pare; ko jim krčmar izstavi račun, se ponudijo, da ga bodo plačali z delom: krojač bo sešil krčmarju nove hlače, urar popravil staro uro, piskrovez povezal lonce. Ker pa so pregloboko pogledali v kozarec, vse skazijo. Ko Jarm vidi, da mu nove hlače segajo le malo čez kolena, jezen zgrabi krojača za vrat, vendar temu prijatelja takoj priskočita na pomoč. Ura in lonci se razbijejo, zadnjega, ki je še cel, piskrovez povezne Jarmu na glavo in trije tički zbežijo. Moža reši Špela, ki mora lonec razbiti s kladivom. Jarm se s stražnikom, ki je prišel pogledat, kaj pomeni ta hrup, zapodi za begunci.

### 2. dejanje
Pred sodnikom se trije tički na vse načine izgovarjajo in valijo krivdo drug na drugega, Jarm in Špela kipita od ogorčenja nad nepridipravi in zahtevata povrnitev škode. Ko hoče sodnik izreči sodbo, Špela odkrije, da je krojač njen bratranec Nace in ga vsa vesela objame. Sodnik je pozabljen, toženi, tožitelja in celo sodni sluga si zavzeto izmenjujejo novice kot najboljši prijatelji. Nazadnje Jarm in Špela odstopita od tožbe zoper Naceta, Nace poprosi miloščine še za oba prijatelja in spor se razreši v vsesplošnem veselju.